# Викатне сільське поселення
Вакатне́ сільське поселення (рос. Выкатное сельское поселение) — сільське поселення у складі Ханти-Мансійського району Ханти-Мансійського автономного округу Тюменської області Росії.
Адміністративний центр — селище Викатний.
Населення сільського поселення становить 976 осіб (2017; 1004 у 2010, 783 у 2002).
Станом на 2002 рік існувала Тюлинська сільська рада з центром у селі Тюлі.

## Склад
До складу сільського поселення входять:
| Населений пункт  | Населення, осіб (2002) | Населення, осіб (2010) |
| ---------------- | ---------------------- | ---------------------- |
| Викатний, селище | 529                    | 727                    |
| Тюлі, село       | 254                    | 277                    |